# Йоганн Непомук Карл фон Ліхтенштейн
Йоганн Непомук Карл фон Ліхтенштейн (нім. Johann Nepomuk Karl von und zu Liechtenstein; 1724–1748) — 7-й князь Ліхтенштейн, син князя Йосипа Йоганна Адама.

## Біографія
Батько князя помер, коли Йогану Непомуку виповнилося усього вісім років. До свого повноліття юний Йоганн перебував під опікою свого дядька, Йосипа Венцеля, який правив князівством до 1745 року. Йосип Венцель постарався дати Йогану Непомуку гарну освіту.
Він брав юного князя із собою у різні поїздки, зокрема Йоганн Непомук супроводжував його до Парижу, куди Йосип Венцель вирушив з посольством. Він запам'ятався своєю ексцентричністю та погано розбирався в господарстві.
У 1748 році Йоганн Непомук був призначений імперським скарбником Угорщини та Богемії, але незабаром після цього помер у віці 24 років, не залишивши після себе спадкоємців чоловічої статі.
З його смертю лінія Антона Флоріана згасла. Правління перейшло до князя Йосипа Венцеля.